# Komméno
Komméno är en ort i Grekland.   Den ligger i prefekturen Nomós Ártas och regionen Epirus, i den centrala delen av landet, 260 km nordväst om huvudstaden Aten. Komméno ligger 4 meter över havet och antalet invånare är 743.
Terrängen runt Komméno är platt åt sydväst, men åt nordost är den kuperad. Havet är nära Komméno söderut.  Närmaste större samhälle är Arta, 13,2 km norr om Komméno. 